# 1576年
| 千纪： | 2千纪 |
| 世纪： | 15世纪 \| 16世纪 \| 17世纪                                                                                 |
| 年代： | 1540年代 \| 1550年代 \| 1560年代 \| 1570年代 \| 1580年代 \| 1590年代 \| 1600年代                           |
| 年份： | 1571年 \| 1572年 \| 1573年 \| 1574年 \| 1575年 \| 1576年 \| 1577年 \| 1578年 \| 1579年 \| 1580年 \| 1581年 |
| 纪年： | 丙子年（鼠年）；明万历四年；越南莫朝崇康九年，后黎朝嘉泰四年；日本天正四年                                 |

## 大事记
- 1月23日——天主教澳門教區成立。
- 5月6日——法國王室與胡格諾派簽訂《博略和約（英语：Edict of Beaulieu）》，給予了新教徒在巴黎以外享有信教自由。
- 6月3日——織田信長與一向一揆在天王寺一帶爆發天王寺之战 (1576年) ，最後以織田信長取勝，並追擊到本願寺的城戶口，戰後在石山本願寺的四隅建築十個付城包圍本願寺。
- 6月20日——總督Martín Enríquez de Almanzay在新墨西哥的萊昂(位於今墨西哥)建立殖民。
- 7月11日——英格蘭探險家馬丁·弗羅比舍探索北方航線，於北緯61°重新發現格陵蘭。
- 7月13日——第一次木津川口之戰，毛利水軍、小早川水軍與村上水軍以焙烙火矢重擊織田水軍，織田信長為了要對付毛利家的水軍，而聽取九鬼嘉隆的提案，開始建造船身被鐵包著的鐵甲船。
- 9月4日——布魯塞爾舉行起義，推翻西班牙在尼德蘭南方的統治。
- 10月8日——荷蘭國會召開，並通過根特協議，以對抗西班牙軍隊的掠奪。
- 吉斯公爵亨利一世正式創建法國天主教聯盟，標誌第六次法國宗教戰爭的開端。
- 越後上杉謙信侵攻能登，長續連在七尾城籠城防守並擊退上杉軍。